# Ontogenetický vývoj měkkýšů
Ontogenetický vývoj měkkýšů je původ a vývoj jedince od oplodnění vajíčka po jeho dospělou formu.

## Úvod
Měkkýši se často líhnou z vajíček, někteří však jsou živorodí a z těla matky se dostávají již vně vajíčka. Vývoj je (podle druhu měkkýše) buď přímý (tzn. malý plž je po vylíhnutí podobný dospělci a jenom roste) nebo nepřímý (přes larvu):

Typy vývoje měkkýšů
| vývoj přímý   | |
| vývoj nepřímý | trochofora (praeveliger) → veliger (většina mořských plžů)                                                                              |
| vývoj nepřímý | larva veliger u mořských plžů, běžně u mořských mlžů a některých sladkovodních mlžů, kteří přešli z moře např. rod slávička (Dreissena) |
| vývoj nepřímý | larva glochidium u velkých sladkovodních mlžů                                                                                           |

## Vajíčka

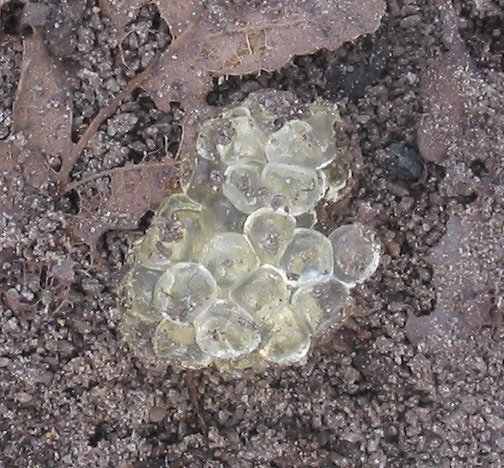
snůška vajíček plzáka lesního

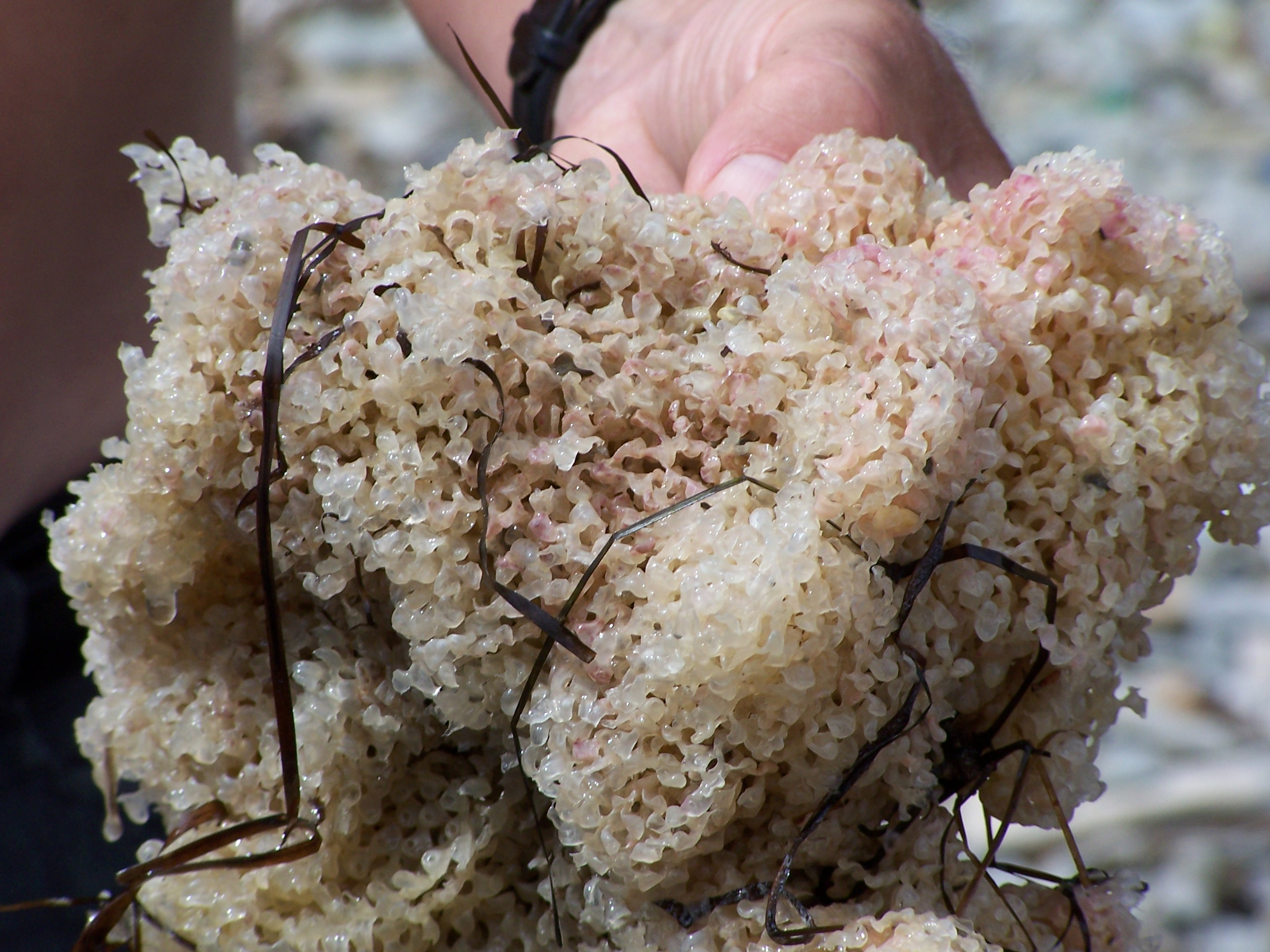
vaječné obaly vajíček mořských plžů

Vajíčka většiny měkkýšů jsou izolecitální, tzn. že malé množství žloutku je rovnoměrně rozloženo v cytoplazmě. Vajíčka hlavonožců však jsou telolecitální, tzn. žloutek je koncentrován na jednom konci vajíčka.
Rosolovité obaly vajíček měkkýšů patří mezi terciární vaječné obaly, protože vznikají až po oplození činností přídatných žláz. Např. vajíčka plže Janhina se udrží na mořské hladině díky voru ze slizu a pěny vytvořeného pomocí zvláštní přídatné žlázy na noze. Samice škeblí a velevrubů produkují 300 000 až 400 000 vajíček.

## Vývoj embryí

### Rýhování
Rýhování je u většiny měkkýšů úplné (totální, holoblastické) a stejnoměrné (ekvální). Symetrie rýhování je spirální.
U hlavonožců je rýhování neúplné (meroblastické). Symetrie rýhování je bilaterální.
Rýhováním vajíčka vzniká morula a následně blastula. U spirálního rýhování vzniká stereoblastula (blastula nemá blastocoel a je úplně vyplněna buňkami). U hlavonožců je to discoblastula.
Když má blastula 8 buněk, tak je u většiny měkkýšů největší blastomera 2D nebo jsou všechny buňky stejné. Ale u mlžů, kteří produkují glochidie (např. velevrub) je největší blastomera 2d, protože se z ní u glochidie vyvíjí rozsáhlý příchytný aparát.

### Gastrulace
Gastrulací vzniká gastrula. Stereoblastula se vyvíjí typem gastrulace zvaným epibolie. Discoblastula hlavonožců se vyvíjí typem gastrulace zvaným involuce.
Prvoústa (blastoporus) zůstávají zachována. Mezoblast má chararakter výplňové tkáně a vzniká z ektoblastu (ektomezoblast = ektomezenchym). Z něj se diferencují pojivové a svalové tkáně. U všech prvoústých (Protostomia) vzniká coelomový mezoblast teloblasticky, tzn. že mikromera 4D (mezentoblast) se dělí na teloblasty, ty se dále dělí na shluky buněk a vytvoří coelomové váčky. Coelomové váčky se tvoří párovitě a byly by základem segmentace, ale později segmentace u měkkýšů zaniká. Úplným rozpadem většiny coelomových váčků vzniká mezoblast (entomezenchym). Coelom je zachován u dospělců pouze jako dutina perikardia (osrdečníku), dutiny okolo gonád a okolo vylučovacích orgánů. Dále se z ektoblastu diferencují další orgány, např. řitní otvor, metanefridie, radula plžů, deriváty epidermis včetně schránky, dýchací soustava aj.

## Vývoj larev
Larvy měkkýšů patří mezi larvy primární, protože jsou jednoduché stavby, často mikroskopické, asi 1/3 mm.
Veliger má již vyvinutou zárodečnou ulitu, základ nohy a vířivý orgán (velum = plachta). Vířením řasinek se pohybuje a přihání si potravu (mikroorganismy).
U některých rodů (Murex, Tritolania) veliger zůstává ve vaječném pouzdře tak dlouho (déle než 2 měsíce), dokud není plně vyvinutý (velký asi 0,9 mm), nepohybuje se a živí se pouze filtrací. Mikroorganismy se shromažďují kolem odumřelých zárodků a slouží jako potrava žijících.
Glochidium
Vajíčka škeblí jdou k žábrám v říjnu až listopadu a vylíhlé larvy se nejdříve vyživují za žábrách mateřského jedince. V dubnu jsou glochidie škeblí vypuzeny ven a zachycují se na pokožku mezi šupinami ryb. Velebrubi se rozmnožují v předjaří, glochidie zůstávají na žábrách 2 měsíce a potom se zachycují na žábry a ploutve ryb.
U některých mlžů (např. Lampsilis ventricosa) je vyvinut zvláštní výběžek pláště zvaný marsupium, který uzavírá glochidie. Marsupium vypadá jako rybička, a když se přiblíží predátor, tak mlž vypudí glochidie, které mají mnohem větší šanci se přichytit na žábry ryby.

## Živorodí měkkýši
Některé druhy jsou živorodé, např. Viviparus viviparus (bahenka pruhovaná), Melanoides tuberculata (věžovka hrbolkovitá) a další. Potamopyrgus antipodarum (písečník novozélandský) je také živorodý, ale navíc, jako jediný druh v Evropě (pochází z Nového Zélandu), má schopnost partenogeneze.

## Rozmnožování měkkýšů

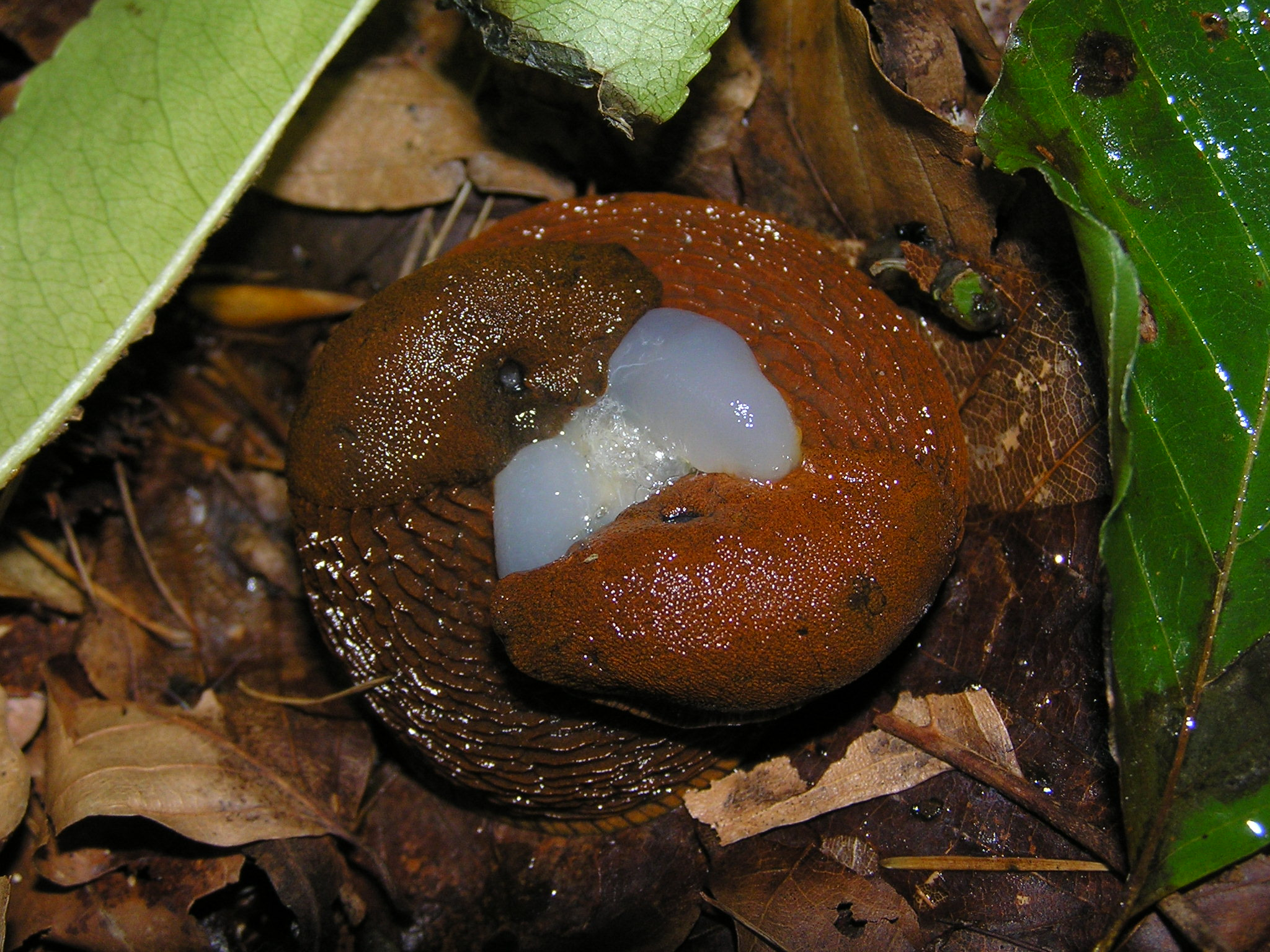
páření plzáků. Plzáci jsou hermafrodité, ale dva jedinci se musí vzájemně oplodnit.

Měkkýši se rozmnožují pohlavně. Jsou mezi nimi hermafrodité i gonochoristé. Škeble jsou za normálních podmínek odděleného pohlaví, ale za určitých podmínek se mohou měnit na oboupohlavné (hermafrodity). Ty potom samy sebe oplodňují. U některých měkkýšů se vyskytuje protogynie = dřívější pohlavní dozrávání samic.
Vzhledem k nadprodukci potomstva lze měkkýše považovat za r-stratégy. Úmrtnost (mortalita) mláďat je tedy velmi vysoká. Např. 10 % celkové délky života se dožije asi jen 10 ústřic z 1000.
Samci některých chobotnic mají jedno z příústních ramen přeměněno na hektokotylové rameno. V něm přídatné žlázy tvoří spermatofory. Rameno pak přenese semenné schránky do pohlavního otvoru samice. U argonauta pelagického Argonauta argo hektokotylové rameno odpadá a je určitou dobu samostatně pohyblivé. Na jedinci regeneruje.